# ديفيد غريغور كورنر
ديفيد غريغور كورنر (بالألمانية: David Gregor Corner)‏ هو عالم عقيدة ألماني، ولد في 1587 في جيلينيا جورا في بولندا، وتوفي في 1648.